# Club Sporting Canamy
El Club Sporting Canamy es un equipo de fútbol de México que juega en la Segunda División de México. Tiene como sede el estadio Estadio Olímpico de Oaxtepec en la ciudad de Oaxtepec en Morelos.

## Historia
El Sporting Canamy fue fundado el 23 de octubre de 2003, pasó sus primeras temporadas jugando en la Tercera División Profesional. 
Al finalizar la temporada 2014-15, el equipo llegó a la final del campeonato, en donde finalmente fue derrotado por el CDU Uruapan, sin embargo, al ser finalista el Canamy ganó el derecho a participar en la por entonces llamada Liga de Nuevos Talentos de la Segunda División, además, se mudó al Estadio Momoxco ubicado en Milpa Alta.
En su primera temporada en la cuarta categoría del fútbol mexicano, el Sporting Canamy llegó a la final del Torneo Clausura 2016, en donde fue derrotado por el Real Zamora.
De cara al inicio del torneo Apertura 2016 se anunció que el Sporting Canamy logró participar en la entonces llamada Liga Premier de Ascenso tras adquirir una franquicia de expansión, lo que facilitó el ascenso del club.
Tras lograr la promoción, el equipo volvió a cambiar de sede, siendo el Estadio Valentín González de Xochimilco el nuevo campo local, sin embargo, el equipo no dio los resultados esperados deportivamente salvándose del descenso en la última jornada del Clausura 2017 por tener una mejor diferencia de goles,  por otro lado, el club tuvo poca respuesta por parte de la afición.
De cara a la temporada 2017-18, el equipo volvió a cambiar de sede, dejando la Ciudad de México para instalarse en el Estadio del Centro Vacacional IMSS de Oaxtepec. En los torneos Apertura 2017 y Clausura 2018, el Sporting Canamy continuó mostrando malos resultados, lo que finalmente se tradujo en el descenso deportivo del club a la Serie B. Sin embargo, el club se mantuvo en la categoría al presentarse una reestructuración de la Serie A. En la temporada 2018-19, el Canamy continuó con los malos resultados, acabando en el lugar 15 de su grupo. En la siguiente temporada el equipo se encontraba en la posición número 12 de su grupo en el momento en el que se suspendió la competencia por la pandemia de COVID-19. 
En la temporada 2020-21 la franquicia entró en pausa y no participó en la Segunda División como consecuencia de los problemas económicos derivados del COVID-19. Además, el equipo filial Real Canamy desapareció por la misma situación. Sin embargo, la directiva firmó un convenio con el Halcones Zúñiga Soccer Club de la Tercera División para participar en esta categoría utilizando el nombre y registro de este equipo pero con los colores y manejo del Canamy, no obstante, este acuerdo únicamente estuvo vigente durante la primera mitad del ciclo futbolístico. En 2021 se reactivó la franquicia de Serie A por lo que el equipo regresó a la actividad de forma oficial.
En el Torneo Apertura 2022 el equipo logró clasificarse para la liguilla de la Serie A por primera ocasión en su historia, tras finalizar como segundo mejor equipo de su grupo con derecho al ascenso, sin embargo, el Canamy fue eliminado en los cuartos de final por el Tampico Madero con un marcador global de 6-3, cerrando de esa forma la única participación del club hasta el momento en la fase final de la categoría de bronce del fútbol mexicano.

## Estadio
El Estadio Olímpico de Oaxtepec es un estadio multiusos de la ciudad de Oaxtepec en el estado de Morelos. Se encuentra ubicado dentro del Centro Vacacional IMSS Oaxtepec, un complejo destinado a la recreación turística. Cuenta con un aforo de 9000 personas, y fue casa del Club de Fútbol Oaxtepec que llegó a militar en la Primera División de México.

## Temporadas
| Temporada     | División          | Posición                  |
| ------------- | ----------------- | ------------------------- |
| 2010/2011     | 5.Tercera         | 16.º Grupo V              |
| 2011/2012     | 5.Tercera         | 4.º GV (Treintaidosavos)  |
| 2012/2013     | 5.Tercera         | 5.º GIV (Treintaidosavos) |
| 2013/2014     | 5.Tercera         | 1.º GIV (32o.)            |
| 2014/2015     | 5.Tercera         | 1.º GIV (Subcampeón)      |
| Apertura 2015 | 4.Segunda LNT     | 4.º G1 (Cuartos)          |
| Clausura 2016 | 4.Segunda LNT     | 1.º G2 (Subcampeón)       |
| Apertura 2016 | 3.Segunda Serie A | 11.º Grupo III            |
| Clausura 2017 | 3.Segunda Serie A | 16.º Grupo III            |
| Apertura 2017 | 3.Segunda Serie A | 17.º Grupo II             |
| Clausura 2018 | 3.Segunda Serie A | 12.º Grupo II Descenso    |
| 2018/2019     | 3.Segunda Serie A | 15.º Grupo II             |
| 2019/2020     | 3.Segunda Serie A | 12.º Grupo II             |
| Apertura 2021 | 3.Segunda Serie A | 7.º Grupo II              |
| Clausura 2022 | 3.Segunda Serie A | 7.º Grupo II              |
| Apertura 2022 | 3.Segunda Serie A | 3.º Grupo III (Cuartos)   |
| Clausura 2023 | 3.Segunda Serie A | 8.º Grupo III             |
| 2023/2024     | 3.Segunda Serie A | 15.º Grupo II             |
| Apertura 2024 | 3.Segunda Serie A | 8.º Grupo II              |
| Clausura 2025 | 3.Segunda Serie A | 11.º Grupo II             |

## Palmarés
| Competición nacional   | Títulos | Subcampeonatos       |
| ---------------------- | ------- | -------------------- |
| Segunda Serie B (0/1)  |         | Clausura 2016        |
| Tercera División (0/2) |         | 2014/2015, 2016-2017 |

## Filial
Canamy "B"
| Temporada | División           | Posición                      |
| --------- | ------------------ | ----------------------------- |
| 2015/2016 | 5.Tercera División | 4.º Grupo V (Treintaidosavos) |
| 2016/2017 | 5.Tercera División | 1.º Grupo IV (Final)          |
| 2017/2018 | 5.Tercera División | 2.º GIV (Treintaidosavos)     |

## Real Canamy
El Real Canamy Tlayacapan fue un equipo de fútbol mexicano. Era filial del Club Sporting Canamy y participaba en la Serie B de México. Jugó sus partidos como local en el Estadio Olímpico de Oaxtepec.
Tras el ascenso a Liga de Nuevos Talentos en 2015, el Sporting Canamy creó un equipo filial en Tercera División para formar futbolistas y alimentar al club. El cuadro reserva logró el campeonato de manera deportiva en la temporada 2016-17 al derrotar a Tecos, sin embargo, el equipo zapopano presentó una queja ante la Federación Mexicana de Fútbol argumentando alineación indebida por parte del cuadro capitalino, posteriormente fue despojado del título por haber presentado una acta de nacimiento alterada del futbolista Carlos Rodríguez Morales, práctica conocida en México como Cachirul, además de perder el derecho de participar en la Tercera División.
El 23 de mayo de 2019, Gustavo Navarro Zúñiga, presidente del Club Sporting Canamy anunció la creación de un equipo filial llamado Real Canamy Tlayacapan que participó en la Serie B de México, cuarta categoría profesional del fútbol mexicano, a partir de la temporada 2019-2020. El equipo fue creado para retomar una franquicia que se encontraba congelada por parte de la directiva. En 2020 el equipo se disolvió por los problemas económicos derivados de la pandemia de COVID-19.
Pese a lo que indicaba su nombre, el equipo filial tuvo su sede en la ciudad de Oaxtepec, pero contaba con una vinculación con el municipio de Tlayacapan. 

### Temporadas
| Temporada | División          | Posición |
| --------- | ----------------- | -------- |
| 2019/2020 | 4.Segunda Serie B | 9.º      |